# Swartnoz

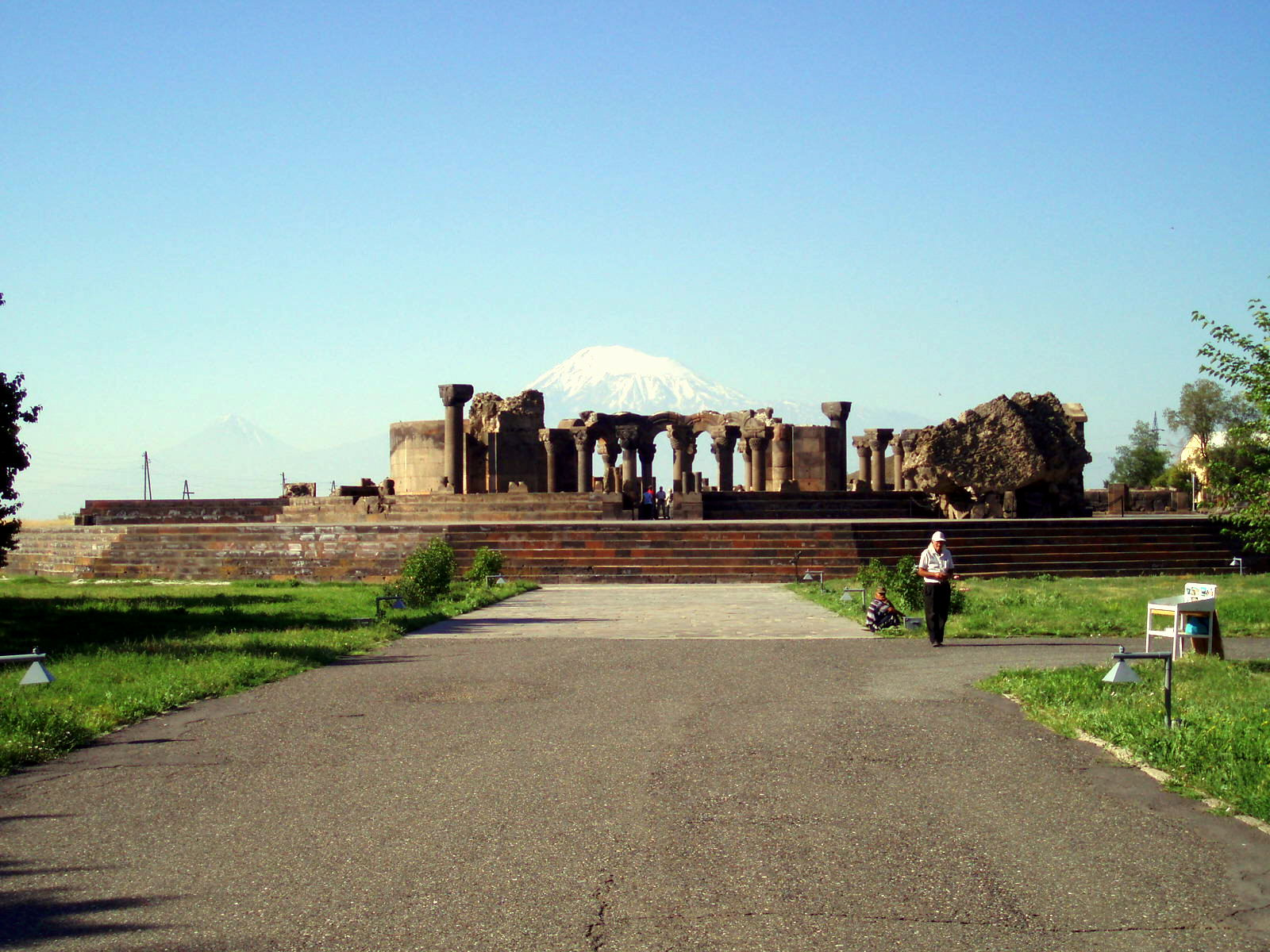
Blick vom Zugang nach Süden auf die Kathedrale mit dem Ararat im Hintergrund

Swartnoz (armenisch Զվարթնոց), andere Umschriften Svarthnoz, Zvartnots, Zuart’noc’, ist eine Ruinenstätte in der zentralarmenischen Provinz Armawir nahe Etschmiadsin mit den Resten einer Mitte des 7. Jahrhunderts errichteten, dem heiligen Gregor gewidmeten Kathedrale und dem Palast ihres Stifters, dem Katholikos Nerses III., der 641 bis 662 amtierte und mit dem Byzantinischen Reich in Verbindung stand. Die im 10. Jahrhundert zerstörte Gregorkirche von Swartnoz war der älteste und größte Tetrakonchos im Kaukasus und wurde einige Male nachgeahmt. Die vier Konchen des Zentralbaus waren von einem kreisrunden Umgang umgeben, dessen Durchmesser 37,7 Meter betrug, bei einer mutmaßlichen Höhe des dreifach abgestuften zylindrischen Baukörpers von rund 45 Metern. Die in mehreren mittelalterlichen Quellen erwähnte Gregorkirche wird seit der Ausgrabung ihrer Ruinen Anfang des 20. Jahrhunderts als der Höhepunkt der armenischen Baukunst des 7. Jahrhunderts und als eines der bekanntesten baulichen Symbole der Armenisch-Apostolischen Kirche gewürdigt. Seit dem Jahr 2000 gehört die neben dem gleichnamigen Dorf gelegene Ausgrabungsstätte zum UNESCO-Weltkulturerbeliste.

## Lage
Koordinaten: 40° 9′ 35″ N, 44° 20′ 11,7″ O
Swartnoz liegt 17 Kilometer westlich des Zentrums der armenischen Hauptstadt Jerewan an der über Etschmiadsin und Armawir zur türkischen Grenze führenden Schnellstraße M5. Nach dem Dorf Parakar, etwa zehn Kilometer vom Zentrum entfernt, das als durchgängige Kette von Vororten mit Jerewan zusammengewachsen ist, lockern Felder die Besiedlung auf. Der Internationale Flughafen Swartnoz grenzt im Süden an den Ort Parakar. Ptghunk und Swartnoz im Osten des Ausgrabungsgeländes sind eigenständige Siedlungen in einer intensiv landwirtschaftlich bewirtschafteten flachen Ebene, die zum breiten Tal des Aras gehört.
Das Aras-Tal, dessen Meereshöhe in Swartnoz 882 Meter beträgt, bildet die am tiefsten gelegene Landschaftszone Armeniens. Die fruchtbare alluviale Senke zwischen den Gipfeln des Ararat im Westen und des Aragaz im Norden bildete das armenische Kernland. Am Fluss entlang verlief während der gesamten Geschichte eine Fernhandelsroute, die von den Truppen der Großmächte im Westen und Süden als Korridor für Eroberungszüge genutzt wurde. Ein im 7. Jahrhundert v. Chr. durch die Urartäer angelegtes Kanalbewässerungssystem mit Verbindung zum Hrasdan existiert noch.
Zwei Kilometer westlich von Swartnoz beginnen die Ausläufer von Etschmiadsin. Die kurze Zufahrt zur Ruinenstätte von der Schnellstraße nach Süden ist durch das Steinmonument eines Adlers gekennzeichnet, das vor dem Eintrittshäuschen auf einem Sockel steht und das Hauptsymboltier der Kathedrale darstellt. Es ist das Werk des Bildhauers Ervand Kochar von 1955.

## Geschichte

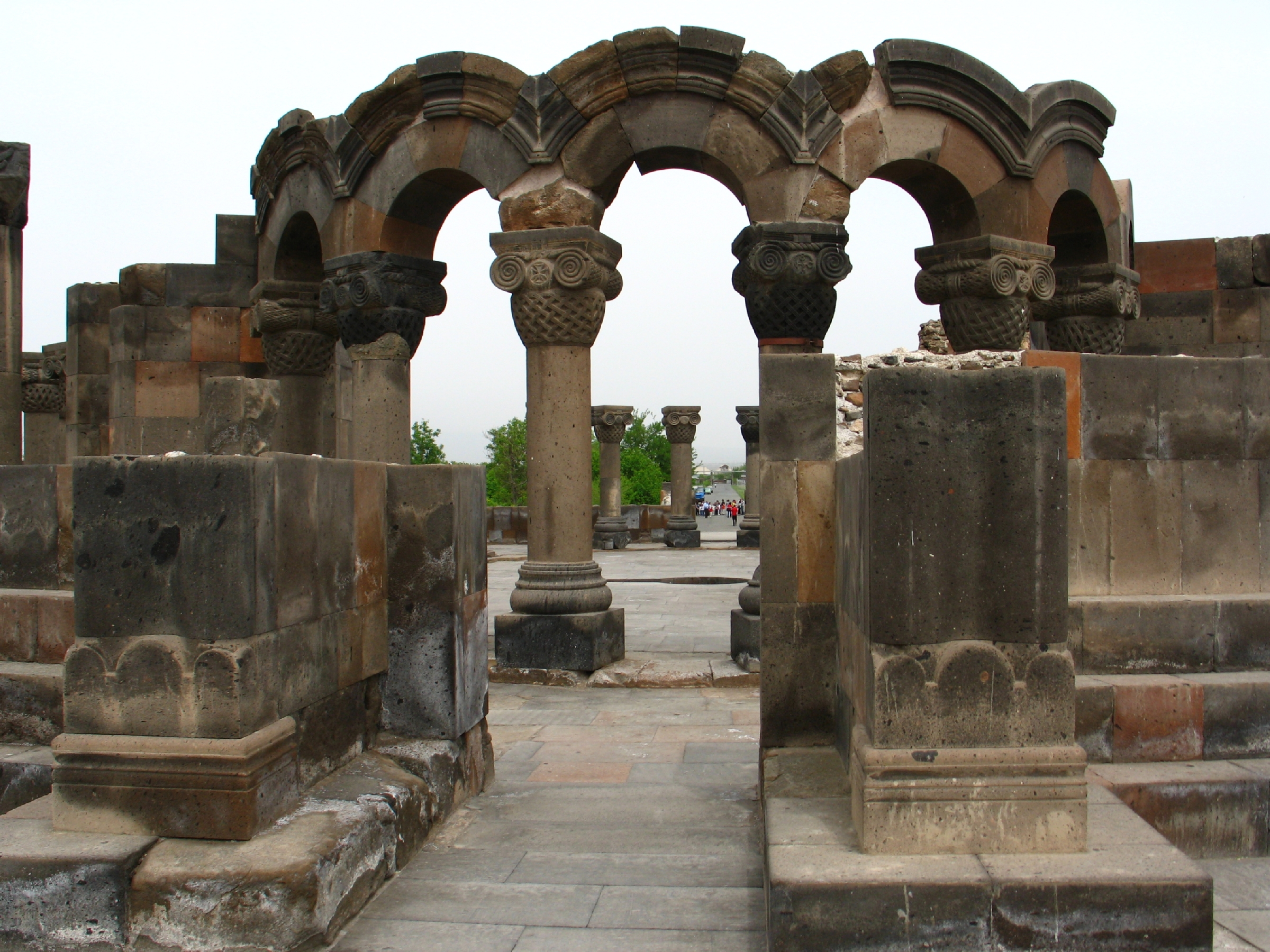
Südportal des Umgangs mit einer der vier halbkreisförmigen Säulenstellungen (Exedra)

Der Name der Kathedrale wird allgemein auf himmlische Engel bezogen, die Gregor dem Erleuchter im Traum erschienen. Die „Kathedrale der Engel“ stand demnach in einem weiteren Sinn mit Schutzmächten, Engeln und ähnlichen himmlischen Wesen in Verbindung. Eine andere Herleitung vom Wort zvartnonk (zuart’unk) führt zu einem vorchristlichen Geist zurück, der Tote wieder zum Leben erwecken konnte. Das in Swartnoz enthaltene Wort zawrk, das mit „Engel“ wiedergegeben wird, bedeutet ursprünglich „militärische Truppen“. Es ist abgeleitet von zawr, dem Wortbestandteil für Militärisches, der auch in zawravar, „General“, steckt. Folglich werden die Engel zu „himmlischen Soldaten“, die übernatürlichen Schutz bieten.
Der Ort wurde bereits in der Bronzezeit im 3. Jahrtausend v. Chr. verehrt, wie Funde von Steinmalen mit Drachen-Schlangen-Motiven zeigen, die heute Vischap-Steine genannt werden. Aus urartäischer Zeit im 1. Jahrtausend v. Chr. wurden ein Opferaltar und die Fundamente eines Tempels ausgegraben. In der ältesten Grabungsschicht unter der Kirche fand sich ein Keilschriftstein des urartäischen Königs Rusa II. (regierte um 680 – um 650 v. Chr.), auf dem die Anlage von Gärten, Kanälen und Opfer an die Götter erwähnt werden. In hellenistischer Zeit wich der urartäische Opferplatz einem Tempel für Tir (Orakelgott, Gott der Weisheit und Schrift, Apollon vergleichbar). Das Zentrum altarmenischer Kulte existierte bis in frühchristliche Zeit in unmittelbarer Nachbarschaft zu dem im 4. Jahrhundert in Wagharschapat (Etschmiadsin) etablierten Sitz des Katholikos der Armenischen Kirche.
Nach der Legende sollen bereits im 1. Jahrhundert n. Chr. der Apostel Bartholomäus im Gebiet Arscharunik (größer als die heutige Provinz Armawir) und der Apostel Thadeus im Gebiet Artaz (in der iranischen Provinz Aserbaidschan) das Christentum unter den Armeniern verbreitet haben. Beide fanden den Märtyrertod und erhielten die ersten armenischen Gedächtnisbauten, die später zu Klöstern wurden. Andere Klostergründungen werden auf deren Schüler, auf die heilige Jungfrau Hripsime während ihrer Wanderung durch Vaspurakan und auf den Berg Sepuh (Köhnem Dağı bei Erzincan), in einem Fall auf einen der heiligen drei Könige und vor allem auf Gregor den Erleuchter zurückgeführt, auch wenn es keine belastbare Geschichtsquelle für die Existenz armenischer Klöster in vorarabischer Zeit (vor dem 7./8. Jahrhundert) gibt und keine Kirchengebäude aus dem 4. Jahrhundert erhalten blieben. Gregor, der nach der Überlieferung 301 – historisch wohl 314 – das Christentum in Armenien einführte, gründete auf seinem Weg von Kappadokien in den Osten in Aschtischat und anschließend in der damaligen Hauptstadt Wagharschapat, die im 2. Jahrhundert von Arsakiden angelegt worden war, eine Kapelle an einem Ort, den ihm Christus in einer Vision gezeigt hatte. Der Bau einer ersten Steinkirche am Stammsitz der armenischen Geistlichkeit in Wagharschapat wird Katholikos Sahak (amtierte 387–428) zugeschrieben. Sie entstand archäologischen Untersuchungen zufolge über einem zoroastrischen Altar oder Feuertempel. Aus dem 5. oder 6. Jahrhundert stammen die Reste einer ersten einschiffigen Kirche in Swartnoz.
Swartnoz gehörte zum Fürstentum der Bagratiden. Die Entstehung der Kathedrale fällt mit der wachsenden Bedeutung von Wagharschapat als Pilgerziel zusammen, der im 7. Jahrhundert drei aufeinander folgende Katholikoi mit dem Bau neuer Kirchen Ausdruck verliehen. Auf die Sankt-Hripsime-Kirche unter Katholikos Komitas Aghdzetsi (amtierte 615–628) für die heilige Hripsime folgte die St.-Gajane-Kirche unter Katholikos Ezra von Parazhnakert (630–641) für Gayane, deren beider Tod für König Trdat III. der Anlass war, im Jahr 314 das Christentum zur Staatsreligion zu erheben. Der für das Schicksal der Märtyrerinnen verantwortliche Trdat zeigte später Reue und vollzog unter dem Einfluss des heiligen Gregor einen Sinneswandel.

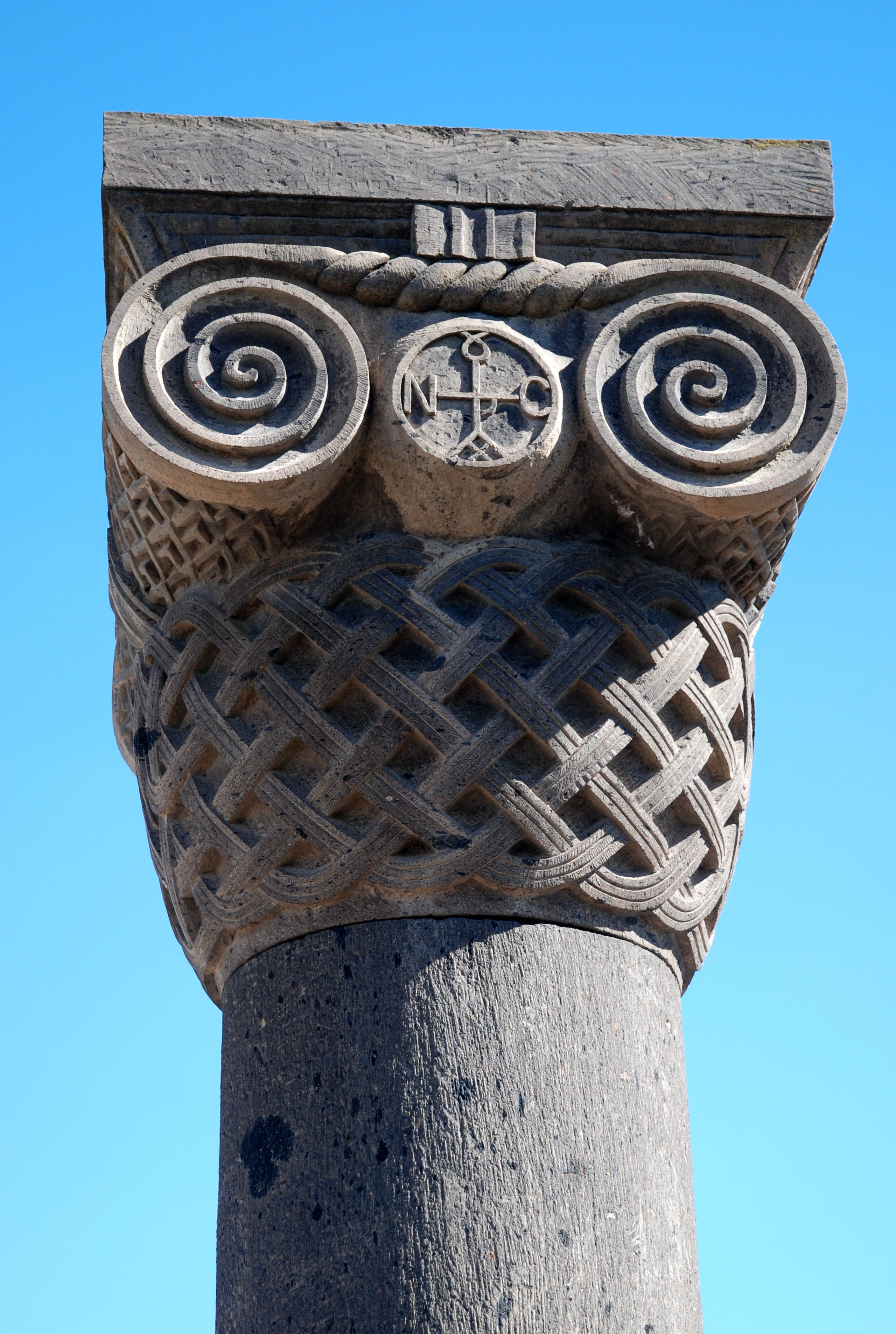
Kapitell an einer Exedra mit dem (rekonstruierten) Monogramm Nerses

Katholikos Nerses III. Ischkanetsi (Nerses von Ischkan, 641–662) mit dem Beinamen Schinarar, „der Erbauer“, verlegte 641 seinen Amtssitz von Wagharschapat nach Swartnoz und erteilte um 643 oder um 650 den Auftrag zum Bau der Kathedrale von Swartnoz, die zu seiner neuen Residenz außerhalb Wagharschapats gehören sollte. Der Ort, an dem die Kathedrale gebaut wurde, lag nach der „Geschichte des Heraklios“ des  Sebeos, einem Bischof und Geschichtsschreiber im dritten Viertel des 7. Jahrhunderts, auf dem Weg, den König Trdat zu seiner Begegnung mit dem heiligen Gregor gegangen war. An dieser Stelle waren laut Sebeos dem heiligen Gregor die Engel erschienen, also habe Nerses die Kathedrale Swartnoz genannt. Nerses habe den Fluss in Kanäle zur Bewässerung geteilt, auf dem urbar gemachten Land Weingärten und Obstplantagen angelegt und die Gebäude von einer hohen und schönen Mauer umgeben. Eine ebensolche Erscheinung Gottes in Gestalt des heiligen Gregor, an die zu erinnern der Zweck des Baus sein sollte, stand am mythischen Anfang der Kathedrale von Etschmiadsin. Demnach kam Christus vom Himmel herab und schlug mit einem goldenen Hammer auf den Boden, worauf das Abbild einer Kirche erschien. Das für die Bedeutung des Ortes ursächliche Ereignis ist im Namen Etschmiadsin bewahrt: „Herabgestiegen (etsch) ist der eingeborene Sohn (miadsin).“ Darüber hinaus ist Nerses als Bauherr bezeugt, weil sechs seiner Monogramme in griechischen Schriftzeichen auf Korbkapitellen zwischen ionischen Voluten zu sehen sind.
Nerses stammte aus der georgischen Provinz Tao und stand durch seinen Aufenthalt in Konstantinopel in jungen Jahren der byzantinischen Baukunst nahe, von der er einzelne plastische Details kopieren ließ. Nach der Chronik des Sebeos, die für das 7. Jahrhundert die wichtigste Quelle zum Verhältnis des byzantinischen und armenischen Christentums darstellt, ging es Nerses nicht speziell um die Übernahme architektonischer Formen, sondern um eine Annäherung an die im Konzil von Chalkedon 451 verankerten Glaubenspositionen der byzantinischen Christen, von denen sich die Armenische Kirche spätestens im Konzil von Dvin 555 endgültig verabschiedet hatte.

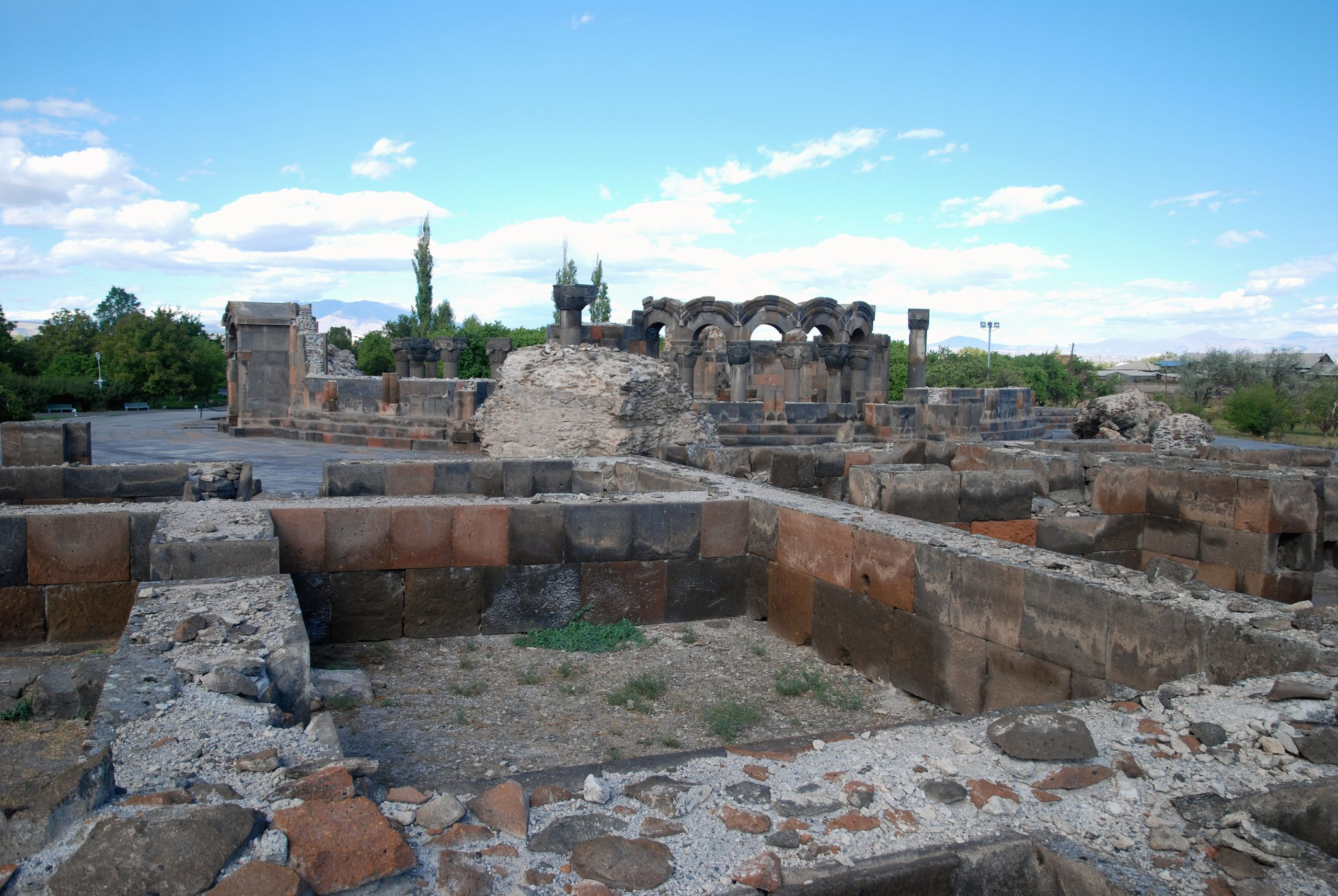
Vom Palast zur Kirche. Im Vordergrund private Räume des Osttrakts.

Der Glaubensstreit innerhalb der Armenischen Kirche war im politisch unruhigen 7. Jahrhundert noch nicht beigelegt. Als 640 Araber Dvin, die Hauptstadt der armenischen Provinz der Sassaniden erobert hatten, beschränkte sich der byzantinische Kaiser Herakleios (regierte 610–640) weiterhin darauf, anstatt den Armeniern beizustehen, die armenischen monophysitischen Christen zum Übertritt zur byzantinischen Orthodoxie zu bewegen. Zwischen 643 und 656 drangen die Araber in den gesamten Südkaukasus vor. Dagegen versammelten sich byzantinische und lokal rekrutierte armenische Truppen unter dem armenischen Fürsten Theodoros Rstuni, der vom byzantinischen Kaiser Konstans II. (regierte 641–668) mit der Armeeführung beauftragt wurde. 652/653 wechselte Rstuni ohne Absprache mit anderen armenischen Fürstenfamilien (Nacharare) auf die Seite der Araber und handelte mit ihnen die Anerkennung der Provinz als Protektorat unter arabischer Oberherrschaft aus. Den in der Region herrschenden Nachararen gelang es, die Byzantiner zu vertreiben. Mit ihnen ging Nerses, der sich nach Ischkan zurückzog, um dort den Bau der kurz nach 652/653 fertiggestellten ersten Kirche zu beaufsichtigen. Der Zentralbau von Ischkan, von dem bei seiner Zerstörung 736–738 nur die Altarapsis übrigblieb, stellt somit eine zeitliche Vorwegnahme von Swartnoz dar. Nachdem Konstans vom Abfall des Rstuni erfahren hatte, zog er persönlich im Sommer 653 (652) mit 20.000 Soldaten nach Armenien, wo seine Truppen Ende der 650er Jahre etliche Schlachten gegen die von internen Streitigkeiten geschwächten Araber gewannen. Die Kathedrale von Swartnoz konnte nur mit der Unterstützung durch Byzantiner und armenische Nacharare gebaut und 661/662, in Nerses Todesjahr, fertiggestellt werden.
652 soll, wie in manchen Geschichtsdarstellungen zu lesen, Konstans der Einweihung der Kirche beigewohnt haben. Er soll bei ihrem Anblick derart begeistert gewesen sein, dass er geplant habe, eine solche Kirche in Konstantinopel bauen zu lassen, jedoch sei der Baumeister von Swartnoz auf dem Weg dorthin gestorben. Die  Anwesenheit des byzantinischen Kaisers bei der Einweihung steht jedoch nicht im erwähnten Kapitel bei Sebeos, der anschließend von dessen Besuch in Dvin im Jahr 652 berichtet. Der armenische Geschichtsschreiber Moses Kaghankatwazi im 10. Jahrhundert und der vermutlich ebenfalls aus dem 10. Jahrhundert stammende Movses Dasxuranci (Moses Daschurantsi, „Die Geschichte der kaukasischen Albaner“) verknüpfen beide Ereignisse und lassen Konstans, der nur einmal in der Provinz Armenien war, auch in Swartnoz auftreten. Nach Eugene Kleinbauer ist dies eine Legende, die dem Architekturhistoriker Toros Toramanian (1864–1934) ausreichte, das Jahr der Fertigstellung mit 652 anzugeben.
Die Kirche stürzte im 10. Jahrhundert zusammen, entweder durch ein Erdbeben oder durch mutwillige Zerstörung. In letzterem Fall hätten Araber einige statisch wesentliche Mauersteine entfernt und das nunmehr instabile Gebäude wäre im Verlauf von Jahrzehnten allmählich unter seinem Gewicht zusammengebrochen. Anscheinend verschwand die Kirche nicht aus dem kulturellen Gedächtnis, denn sie ist nach verbreiteter Ansicht auf zwei Reliefs an einer Tür in der gotischen Palastkirche Sainte-Chapelle in Paris aus den 1240er Jahren dargestellt. Zu sehen ist eine solche Rundkirche in einer Arche Noah, die mythologisch mit dem Berg Ararat verbunden ist. Der zeitliche Abstand von rund 300 Jahren könnte mit Hilfe von Modellen der Kathedrale überbrückt worden sein, wie sie bis heute angefertigt und in den Kirchen aufbewahrt werden, oder die zur selben Zeit erbaute Erlöserkirche von Ani, die in der Nachfolge von Swartnoz steht, könnte als Vorbild für die Pariser Reliefs gedient haben.

## Forschungsgeschichte

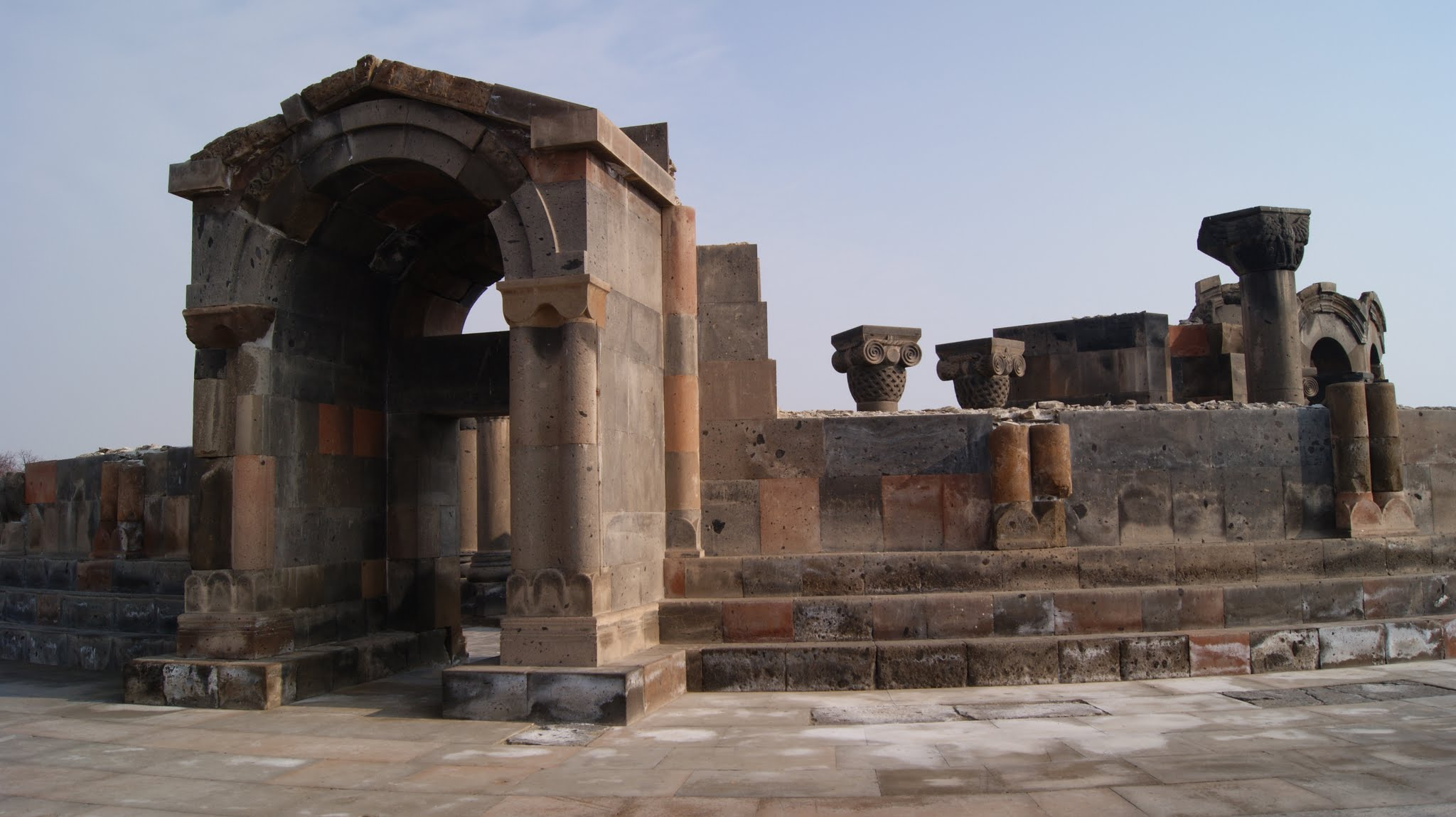
Rekonstruiertes Westportal

1901 bis 1907 ließ der Klostervorsteher Khachik Wardapet Dadian die unter einem Erdhaufen begrabenen Trümmer erstmals freilegen. Dadian besaß keine formale fachspezifische Ausbildung. Eine systematische archäologische Untersuchung begann 1904 unter Toros Toramanian, der im folgenden Jahr seine gewonnenen Erkenntnisse präsentierte. Dabei stellte er ein dreistufiges Rekonstruktionsmodell vor, das zunächst Zweifel hervorrief, aber 1906 von den meisten Fachleuten als das vermutlich richtige akzeptiert wurde. Bei Grabungen der Georgskirche in Ani war ein Steinmodell der Kirche aufgetaucht, das Ähnlichkeiten mit Toramanians Rekonstruktion besitzt. 1905 kehrte Toramanian nach Ani zurück, wo er 1903 wenige Monate  gewesen war. 1908 stieß der georgisch-russische Sprachwissenschaftler Nikolai Marr hinzu, der ab 1892 bereits in Ani geforscht hatte und auf die Beziehung mit den dortigen Rundkirchen hinwies. Toramanians Untersuchungen wurden im Westen erst um 1918 bekannt, als der Kunsthistoriker und Archäologe Josef Strzygowski die Fotografien des Kollegen in seinem Werk über die armenische Baukunst verwendete. Toramanian sah einen möglichen Ursprung der runden Außenform in Italien, etwa in der Santo Stefano Rotondo (zweite Hälfte des 5. Jahrhunderts) oder dem Pantheon in Rom. Bis in die 1930er Jahre wurde der Palast ausgegraben.
Toramanians Modell von 1905 mit einem hohen äußeren Umgang und einem kreisrunden Obergeschoss stellte Stepanyan Mnatzakanyan einen 1959 publizierten, insgesamt niedrigeren Rekonstruktionsversuch gegenüber, bei dem im Obergeschoss halbrunde Konchen aus dem inneren Mauerquadrat hervortreten. Dieses Modell wurde von Georgi Tschubinaschwili (1885–1973) akzeptiert, jedoch von Tiran Marutyan abgelehnt, der 1963 eine Monografie über Swartnoz verfasste. Sein Modell der Rundkirche in Bana ähnelt demjenigen Toramanians von Swartnoz. Von 1958 bis 1967 wurden die Mauerreste gesichert.

## Kathedrale

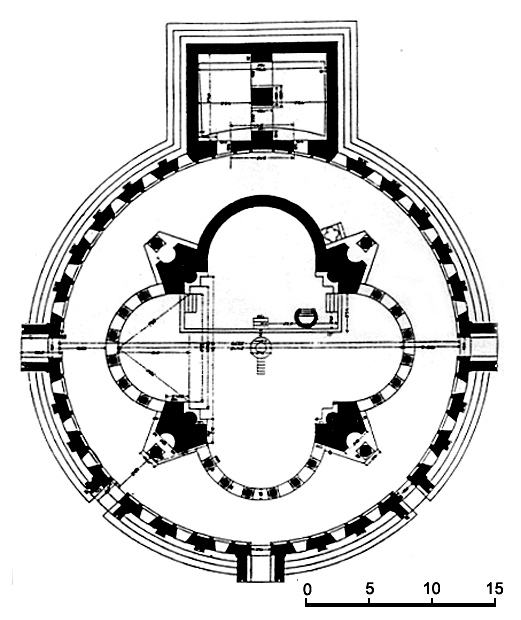
Grundriss der Kathedrale

### Architekturgeschichtliche Entwicklung

#### Tetrakonchos in Armenien
Am idealisierten Anfang der armenischen Zentralbauten stand ein von einer Kuppel mit einem dazwischen geschalteten Tambour überdeckter quadratischer Baukörper. Ein durch Gurtbögen gebildetes Quadrat dient als Auflage für den Tambour. Um den Innenraum zu vergrößern und die Stabilität zu erhöhen, entstanden Gebäude mit vier Konchen, die in den vier Himmelsrichtungen aus den Wandflächen treten. Aus dem vollkommen symmetrischen Tetrakonchos und der zentralen Kuppel entwickelten sich unterschiedliche Formen des Zentralbaus und parallel dazu Kombinationen von Zentralbau und langgestreckter Saalkirche oder Basilika.
Die Kathedrale von Swartnoz gehörte zu einem seltenen Zentralbautyp, dessen Kuppel auf vier im Quadrat aufgestellten Mittelpfeilern ruht. Der älteste erhaltene Tetrakonchos in Armenien ist der Neubau der Kathedrale von Etschmiadsin (Etschmiadsin II) um 485. Seine Pfeiler bilden eine Vierung im Zentrum eines quadratischen Baus mit vier aus den Wänden ragenden Konchen. Diese Konstruktion nimmt die völlig zerstörte Theodoros-Kirche von Bagaran aus den 630er Jahren vorweg, ansonsten wurde sie nicht weiter ausgeführt. Stattdessen entstanden kleine Kreuzkuppelkirchen, bei denen die vier Innenecken der Wände die Auflage für die Gurtbögen bilden, über denen sich der Tambour erhebt. Bei der Zionskirche (genannt Mankanoz) in Oschakan (bei Aschtarak), Lmbatavank und der Kamravor-Kirche von Aschtarak aus dem 7. Jahrhundert ragen die Kochen rechteckig nach außen, bei späteren Kirchen sind sie meist von Nebenräumen umgeben und liegen innerhalb eines geschlossenen Baukörpers.
Beim „Mastara-Typ“ überspannt die Kuppel praktisch den gesamten quadratischen Kirchenraum und ruht auf den Mitten der Außenwände. Während die Schubkräfte der Kuppel an den Wandmitten durch die vorkragenden Konchen aufgefangen werden, sind die Außenecken relativ schlecht stabilisiert. Eine in statischer Hinsicht gelungene Weiterentwicklung stellt der wesentlich komplexere „Awan-Hripsime-Typ“ mit zusätzlichen runden oder rechteckigen Eckräumen dar. Eine zeitliche Abfolge dieser Bauten, die alle im 7. Jahrhundert entstanden, ist jedoch angesichts der meist unsicheren Datierung nicht erkennbar, weshalb von einer parallelen Entwicklung ausgegangen wird. Die knapp drei Kilometer entfernte und rund 30 Jahre früher als die Kathedrale von Swartnoz erbaute Sankt-Hripsime-Kirche in Etschmiadsin ist ein Tetrakonchos, der strukturell mit Swartnoz wenig gemeinsam hat.
Josef Strzygowski bezeichnete die Zentralbauten in seiner grundlegenden Klassifizierung der armenischen Architektur als „strahlenförmige Kuppelbauten“ und unterschied die als „Kuppelquadrate mit Strebenischen“ einsortierten Kirchen des Awan-Hripsime-Typs von den „reinen Strebenischenbauten“, deren bedeutendster Vertreter die Kathedrale von Swartnoz darstellte. Tetrakonchen wie Swartnoz besitzen kein sichtbares Mauerquadrat, die Vierung unter der Zentralkuppel ist nur in Gestalt der vier Ecken vorhanden, die von den zu einem Vierpass direkt miteinander verbundenen, halbrunden Konchen gebildet werden. Ein Beispiel für eine Kirche, die auf einem Vierpass-Grundriss basiert, ist die Gregorkapelle des Klosters Sanahin aus dem Ende des 10. Jahrhunderts, bei der die Konchen von einer kreisrunden, nahezu fensterlosen Wand umschlossen sind. Sie vermied durch das Eigengewicht der Außenwände die statischen Probleme des offenen Tetratonchos. Einen solchen Kleeblatt-Grundriss besaß die Kirche von Agrak bei Tekor aus dem 7. Jahrhundert, wobei die Ostseite durch Nebenräume beidseits der Altarapsis ausgesteift war. Nebenräume auf allen vier Seiten innerhalb einer kreisrunden Außenwand besitzt die noch weitgehend erhaltene Sergiuskirche des ehemaligen Klosters Chtsgonk (Khtzkonk, heute Beşkilise) nahe Tekor aus dem 11. Jahrhundert. Den Übergang zum Awan-Hripsime-Typ schafft die Apostelkirche von Ani aus derselben Zeit. Bei ihr handelt es sich um einen Kleeblatt-Grundriss mit Nebenräumen an allen Seiten innerhalb einer quadratischen Außenmauer.
Durch eine höhere Zahl von Konchen nähert sich der Grundriss der Kreisform an. Der älteste polygonale Konchenbau in Armenien ist die Kirche von Zoravar bei Jeghward aus der zweiten Hälfte des 7. Jahrhunderts mit acht Konchen, gefolgt von der ebenfalls oktogonalen Kirche in Irind. Im 10. und 11. Jahrhundert entstanden weitere Kirchen mit sechs und acht Konchen in Ani. Eine chronologische Abfolge nach der Zahl der Konchen lässt sich nicht feststellen.
In Swartnoz wurde anstelle des massiven zylindrischen Baukörpers der Gregorkapelle von Sanahin ein äußerer Mauerring geschaffen, der einen Umgang um den zentralen Tetrakonchos bildete, für dessen statische Stabilität sorgte und zugleich die Grundfläche wesentlich vergrößerte. Abgesehen zur Verbindung mit der zeitgleich oder wenige Jahre zuvor entstandenen ersten Kirche in İşhan wird die Kathedrale von Swartnoz als Vorbild für weitere „Vierpässe mit Umgang“ (Strzygowski) genannt. Vier Konchen mit Umgang besaß die Rundkirche in der Nähe des Dorfes Ləkit im nordaserbaidschanischen Bezirk Qax, die möglicherweise zu einem Palast gehörte. Das teilweise aus Ziegeln gemauerte Gebäude kann nur grob in die Zeit nach Fertigstellung und vor der Zerstörung von Swartnoz, also Ende des 7. Jahrhunderts bis um 1000 datiert werden. Der getreuste Kopie war die Kirche Sankt Gregor (Surb Grigor) des Königs Gagik (auch Kirche des Gagkashen) in Ani, die zwischen 1001 und etwa 1005 erbaut wurde. Die Ähnlichkeit im Grundriss lässt vermuten, dass ihr Architekt Trdat (um 950–1020) Zeichnungen von Swartnoz besaß. Der wesentliche Unterschied ist die Ostkonche, die in Ani wie die anderen Konchen als Exedra mit sechs Säulen ausgebildet war.
Die größte, auf Swartnoz zurückgehende Kirche war die georgische Rundkirche von Bana im Nordosten der Türkei, deren hauptsächlich erhaltenen Reste um 900 datiert werden. Diesen könnte eine erste Bauphase Mitte des 7. Jahrhunderts vorausgegangen sein. Die von Georgi Tschubinaschwili bemühte und von nachfolgenden georgischen Kunsthistorikern übernommene Datierung von Bana in die erste Hälfte des 7. Jahrhunderts wird von der rivalisierenden armenischen Forschung nicht akzeptiert, weil dies die georgische Rundkirche an den Anfang stellen würde. Die Entwicklung scheint eher von Swartnoz nach Bana zu führen. Die vier mächtigen Pfeiler, die bei der Kathedrale von Swartnoz das Quadrat unter der Kuppel bilden, wurden in Bana weggelassen und durch Eckräume zwischen den Konchen ersetzt: ein Schritt zur stützenlosen Rotunde.

#### Vorläufer von Swartnoz außerhalb Armeniens

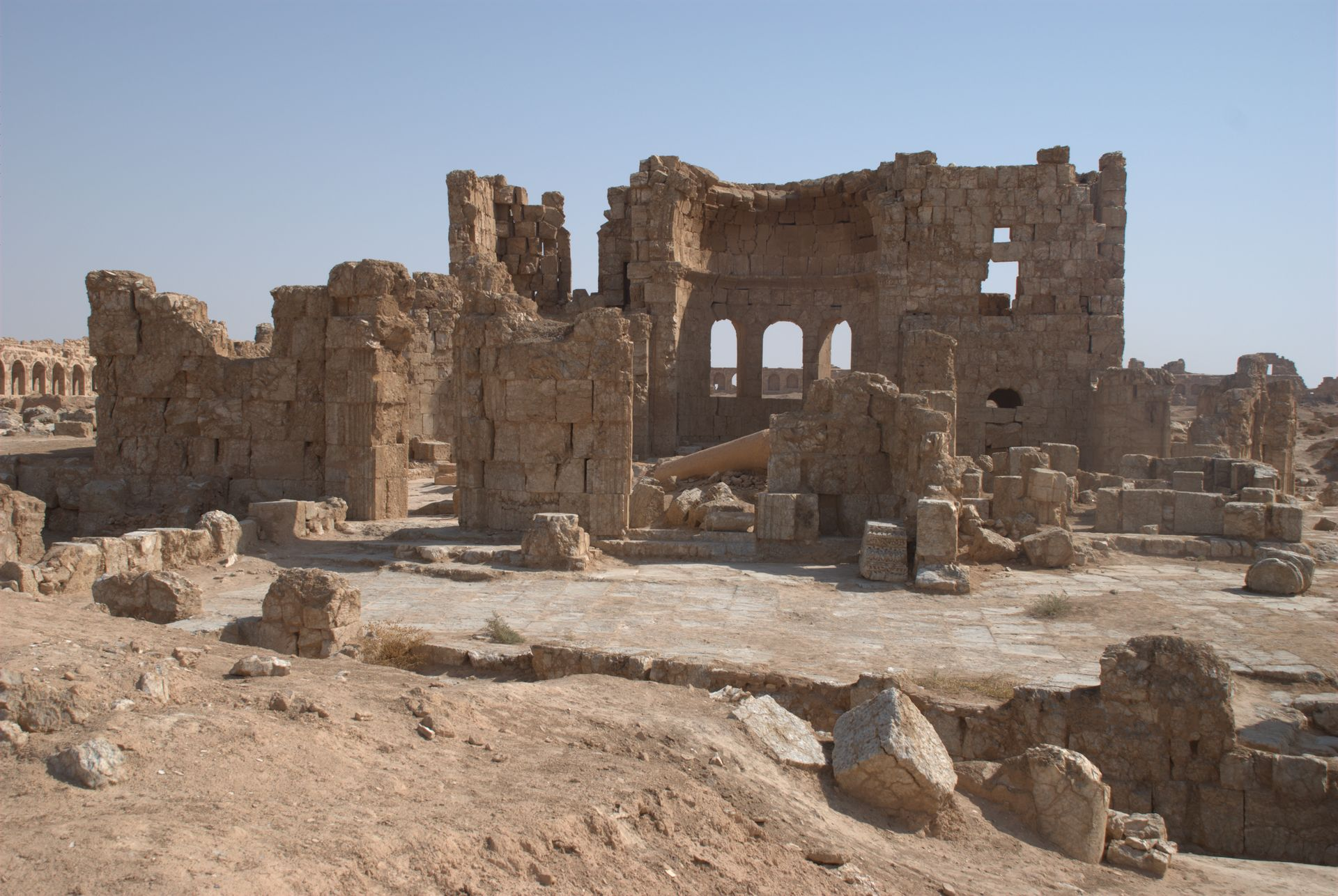
Zentralbau in Resafa, Anfang 6. Jahrhundert

Vorbilder für die quadratischen Zentralkuppelkirchen im christlichen Osten, etwa dem idealtypischen Vierstützenbau von Bagaran, werden unter den zentralasiatischen und iranischen Kuppelbauten gesucht. Mögliche Vorläufer für die kleeblattförmigen Vierkonchenbauten lassen sich in Syrien und Nordmesopotamien finden. Ein syrischer Einfluss erscheint aufgrund der engen Beziehungen zwischen der armenischen und syrischen Kirchenorganisation naheliegend. Nach Eugene Kleinbauer waren alle Gründer der Kirchen mit Tetrakonchos in Syrien Anhänger der orthodoxen und nicht der syrischen Glaubensrichtung, was ein Kriterium für die Wahl dieser Bauform durch den der byzantinischen Orthodoxie verpflichteten Nerses III. gewesen sein  könnte.
In der antiken Hafenstadt Seleukeia Pieria (nahe Samandağ in der heutigen Türkei) stand ein in der zweiten Hälfte des 5. Jahrhunderts errichteter Tetrakonchos, der von einem identisch geformten äußeren Mauerring umgeben war und möglicherweise als Grabkirche oder als Kathedrale diente. Die Abmessungen (36 Meter in Nord-Süd-Richtung) entsprachen ungefähr denen von Swartnoz. Mit 48 Metern Durchmesser noch größer war der ansonsten nahezu identische Tetrakonchos von Apameia aus derselben Zeit. Beide Kirchen besaßen wie in Swartnoz einen vom äußeren Umgang zu betretenden Raum hinter der Ostkonche. Unklar ist, ob und wie die inneren Kirchenräume überkuppelt waren. Der Tetrakonchos von Resafa aus dem Anfang des 6. Jahrhunderts stellte durch sein Satteldach eine ungewöhnliche Kombination mit einer langgestreckten Saalkirche dar. Er maß 42 × 34 Meter. Eine kleeblattförmige innere Struktur mit einem ebensolchen äußeren Umgang wie Seleicia Pieria und Apameia und einer weit nach Osten ragenden Altarapsis kennzeichnet die in der ersten Hälfte des 6. Jahrhunderts erbaute, 44 Meter lange Marienkirche (Meryem Ana Kilisesi) von Diyarbakır.
Swartnoz zeitlich vorausgehende, geografisch und gestalterisch weiter entfernte Tetrakonchen, die überwiegend als Kirchen dienten, finden sich im Mittelmeerraum (San Lorenzo Maggiore in Mailand, um 400; Kleine Hagia Sophia in Istanbul, 6. Jahrhundert; Hadriansbibliothek in Athen, 132 n. Chr. auch in Dubrovnik). Ein Rundbau mit acht Konchen aus der Mitte des 6. Jahrhunderts ist San Vitale in Ravenna.

#### Mögliche Ausbreitung außerhalb Armeniens

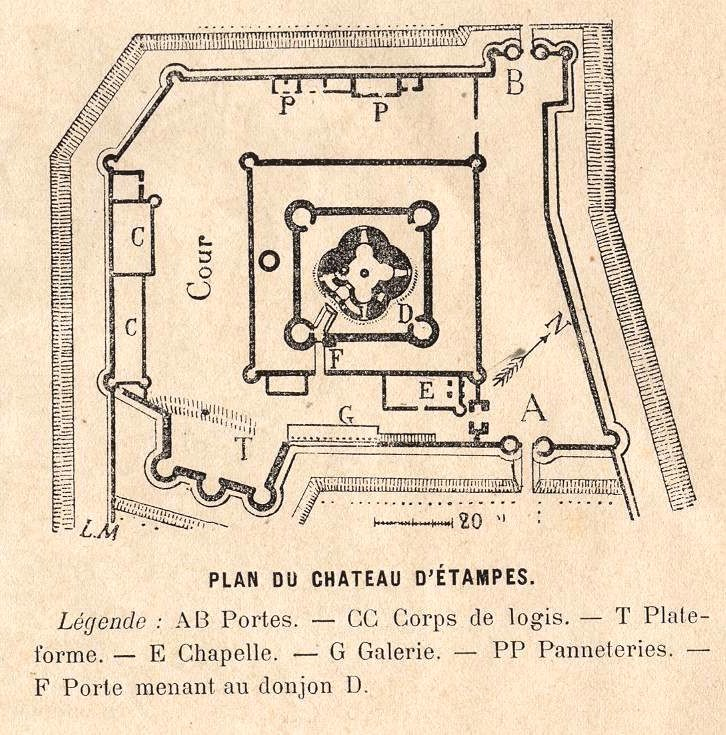
Grundriss der Burg Étampes in Nordfrankreich aus dem 12. Jahrhundert. Der Donjon in der Mitte erscheint in der vereinfachten Darstellung als „armenische Lösung“.

Josef Strzygowskis von Rassenideologie beeinträchtigte Entwicklungsgeschichte der armenischen Baukunst (Die Baukunst der Armenier und Europa) weist Armenien eine Vermittlerrolle bei der „Diffusion“ iranischer Bautypen bis nach Europa zu. Als Beispiel auf dem Weg der nach seiner Ansicht in Armenien entwickelten christlichen Architektur nach Westen führt er die georgische Kirche in der Burg von Sweti (in der nordosttürkischen Kleinstadt Şavşat) aus dem 8./9. Jahrhundert an. Ihr Tetrakonchos war in einen polygonalen, annähernd runden Baukörper eingeschlossen, jedoch war – anders als in Armenien – der Zentralraum nach Osten verlängert und von einem Tonnengewölbe überdeckt. Strzygowski schrieb den Unterschied dem Unvermögen der Georgier zu, das armenische Vorbild ihrer eigenen Bautradition adäquat anzupassen. Über mehrere beispielhaft aus Osteuropa aufgeführte frühchristliche Zentralbauten gelangt er über Mitteleuropa schließlich nach Griechenland zum langgestreckten Kuppelbau des Klosters Nea Moni aus dem 11. Jahrhundert. Eine Gemeinsamkeit mit dem vermeintlichen Prototyp Swartnoz oder einer armenischen Kuppelbasilika ist hier schwerlich zu entdecken.
Der litauische Kunsthistoriker Jurgis Baltrušaitis (1903–1988) forschte ähnlich wie Strzygowski über das Verhältnis zwischen der mittelalterlichen Baukunst des Südkaukasus und des Westens. In seinen in den 1930er Jahren erschienenen Untersuchungen erwähnt er mehrere armenisch wirkende Tetrakonchen in Frankreich, etwa den Donjon der Burg Étampes aus dem 12. Jahrhundert. Was auf dem abgebildeten Grundriss nicht zu sehen ist: Das Dach des Obergeschosses wurde mit diagonalen Gurtbögen konstruiert, die in der armenischen Architektur sehr selten sind. Sich kreuzende Gurtbögen kommen praktisch nur an Gawiten vor (Kloster Haghpat, Kloster Horomos).

### Architektur und Bauplastik
Die Kathedrale stand auf einer künstlichen runden Terrasse von 38,7 Metern Durchmesser über einer weiteren zehneckigen Terrasse von 55 Metern Länge, an die sich im Norden die Gebäude des Palastes anschlossen. Die Kirche selbst stand auf einem dreistufigen Sockel. Die kreisrunde, einen Meter starke Außenmauer umschloss einen Raum von 33,7 Metern Durchmesser. Im Osten ragte ein rechteckiger Anbau von 11 Metern Breite 7,4 Meter über den Außenkreis, der möglicherweise aus späterer Zeit stammt.
Die innere Gebäudestruktur wurde durch vier kompliziert geformte Bündelpfeiler festgelegt, die ein Quadrat von 12,2 Metern Kantenlänge bildeten. An den Außenseiten jedes Pfeilers stand eine freie Säule mit 0,75 Metern Durchmesser vor einer in den Pfeiler eingetieften halbrunden Nische mit 1,5 Metern Durchmesser. Die Pfeiler waren durch Gurtbögen untereinander verbunden. Drei der vier Konchen zwischen den Pfeilern besaßen keine geschlossenen Wände, sondern waren als Exedren mit Rundbögen über jeweils sechs Säulen ausgebildet. Abgesehen von dem in Armenien und im gesamten Kaukasus einzigartig komplexen Gesamtplan kommen Säulen in der armenischen (und georgischen) Architektur so gut wie nicht vor. Der Umgang war an seinen engsten Stellen zwischen der Ringwand und den vier frei stehenden Säulen 3,65 Meter breit. Die Ringwand war nach Toramanians Modell im Erdgeschoss von 32 Rundbogenfenstern mit darüberliegenden Rundfenstern (Ochsenaugen) durchbrochen, die durch die offenen Exedren den Innenraum gut erhellt haben dürften. Neben dem Haupteingang im Westen gab es weitere Eingänge im Süden, Norden, Nordwesten und Südwesten. Die zur Altarapsis ausgebildete Ostkonche besaß eine geschlossene Wand und ein ab den seitlichen Pfeilern um etwa 4 Meter in den Raum vorgeschobenes Bema (erhöhtes Podium). Ein rundes Loch im Boden in der Mitte soll eine Reliquie des heiligen Gregor enthalten haben, falls die Aussage des Katholikos Johannes V. aus dem 10. Jahrhundert richtig gedeutet wird, der überlieferte, dass Gregor „unter vier Säulen“ bestattet worden sei. Auch andere mittelalterliche Historiker sprachen von der Kathedrale als der Kirche Gregors. Hinweise auf eine Reliquie wurden dennoch nicht gefunden. Ein Ambo (Plattform für den Prediger) überdeckte teilweise die Öffnung.

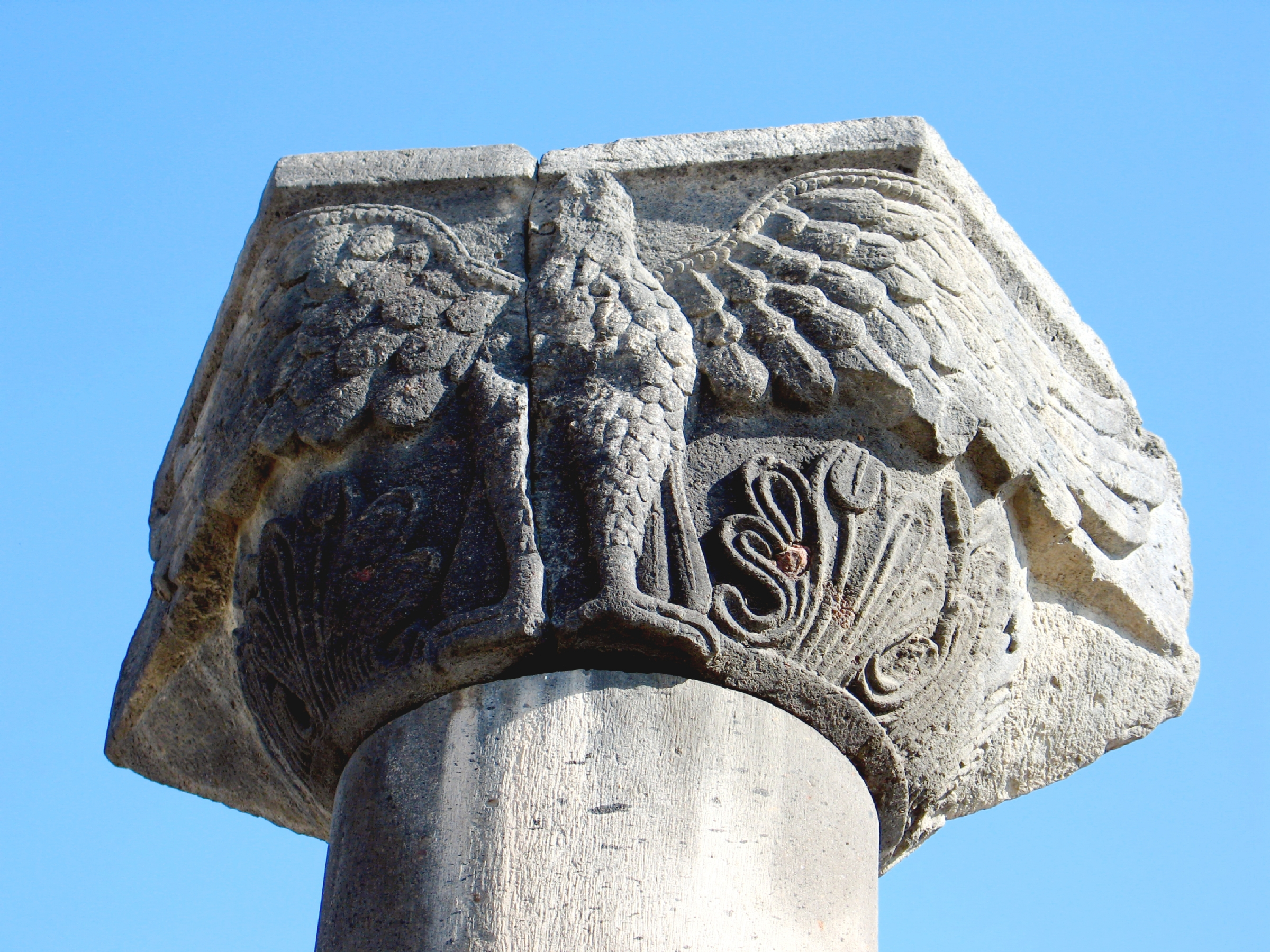
Adlerkapitell auf einer der vier frei stehenden Säulen

Der bauplastische Schmuck ist reich, von hoher Qualität und zeigt Anleihen der hellenistischen und syrischen Kunst. Die 3 × 6, also 18 Kapitelle der Exedren, die mitsamt ihren Säulen wiederaufgestellt wurden, sind armenisch-ionische Kompositkapitelle mit dreistreifigen Korbflechtbändern und darüber liegenden Voluten. In der Mitte zeigen sie Medaillons mit Kreuzen auf der einen und Monogrammen in griechischer Schrift auf der anderen Seite. Dies stellt eine Besonderheit dar, weil sich bis Ende des 6. Jahrhunderts Armenisch als Standardschrift eingebürgert hatte und wird als Zeichen von Nerses Verbundenheit mit der hellenistisch-byzantinischen Kultur interpretiert. Die vier höheren Säulen hinter den Pfeilern tragen mächtige Kapitelle, auf denen Adler ihre Schwingen ausbreiten. Der Adler war in der Antike und im Mittelalter ein Symbol für Stärke, Triumph, Schnelligkeit und Erneuerung und gelangte aus dem Römischen Reich in die offizielle byzantinische Kunst. In vorchristlicher Zeit konnte der Adler Tote zum Leben erwecken. Weinranken, die an Fensterumrahmungen und Wandecken auftauchen, stehen für das Blut Christi und die Auferstehung, während Granatäpfel ein altarmenisches Fruchtbarkeitssymbol darstellen.
An den Außenwänden umrahmten Blendbögen die Oberkanten der Fenster. Die Rundfenster waren von einem Fries mit Korbflechtmuster umgeben. Archivolten wurden von Halbsäulen mit Würfelkapitellen gestützt, die mit Palmetten geschmückt waren. Die Portale besaßen ein Giebelvordach, das auf seitlichen Halbsäulenpaaren mit Würfelkapitellen ruhte. Die Böden waren zumindest teilweise mit Mosaiken bedeckt und die Wände, vor allem der Altarapsis mit Fresken bemalt. Die Ausgräber fanden noch Farbreste an den Adlerkapitellen. Khachik Wardapet Dadian entdeckte 1900 zwei Mosaikfragmente, von denen eines 1918 noch erhalten war und ein Kreuz mit sternförmig abgehenden Strahlen zeigte.

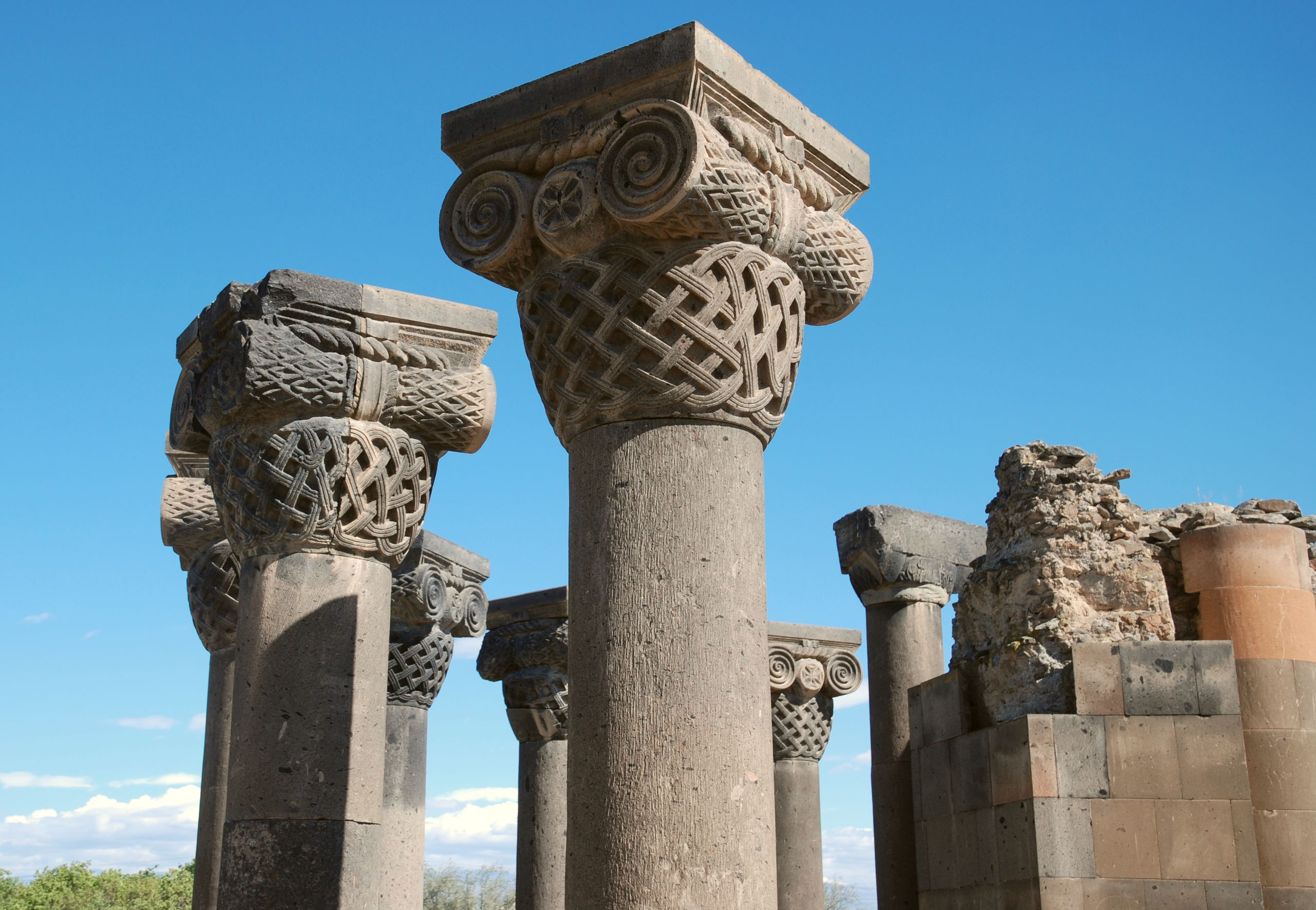
Kompositkapitelle der südlichen Exedra. Rechts ein mit Platten um den Gussmauerkern teilrestaurierter Pfeiler.

Die Mauern wurden aus hellbraunen und grauen Platten aus Tuffstein mit einem Kern aus Gussmauerwerk errichtet. Insgesamt waren 32 Baumeister beschäftigt, deren Brustbilder im Hochrelief zwischen den Ansätzen der Exedrenbögen abgebildet waren. Neun Figuren mit individuellen Gesichtszügen sind erhalten geblieben. Nach den Werkzeugen, die sie in Händen tragen, waren sie unterschiedlichen Gewerken zugeteilt.
Der gestufte Sockel und ein bis zwei Reihen der Ringmauer wurden restauriert und die Säulen wieder aufgestellt, sodass die Ausmaße des Erdgeschosses zu erkennen sind. Aussagen zur Gestalt der oberen Stockwerke beruhen dagegen weitgehend auf Spekulationen. Der Tambour war wohl innen rund und außen sechzehneckig. Den Übergang von der Vierung zur kreisrunden Grundfläche des Tambours stellten Zwickel aus einer Kombination von Trompen und Pendentifs her. Die Dächer besaßen eine Ziegeldeckung. Der Umgang wurde von einer Ringtonne überdeckt. Toros Toramanians Rekonstruktion von 1905 sieht einen zweigeschossigen Umgang vor und eine zurückgesetzte zweite, ebenfalls kreisrunde Stufe, über der sich um etwa dasselbe Maß verjüngend der Tambour mit einem Kegeldach erhebt. Bei diesem hohen Gebäude hätte viel Gewicht über acht breite, doppelt geschwungene Bögen über den vier Konchen übertragen werden müssen. Diese Bögen bildeten den inneren Stützring für das Gewölbe über dem Umgang. Eine jüngere Rekonstruktion von A. Kuznecov (1951) und Stepanyan Mnatzakanyan (1959) zeigt den Umgang und damit das gesamte Gebäude niedriger. Die zweite Stufe ist schlanker, weil die innere Struktur mit den vier Konchen nach außen sichtbar gemacht wird. Jede Konche schließt mit einem flach geneigten Dach an ein quadratisches Bauteil an, aus dem abschließend der runde Tambour hervorgeht.

## Palast

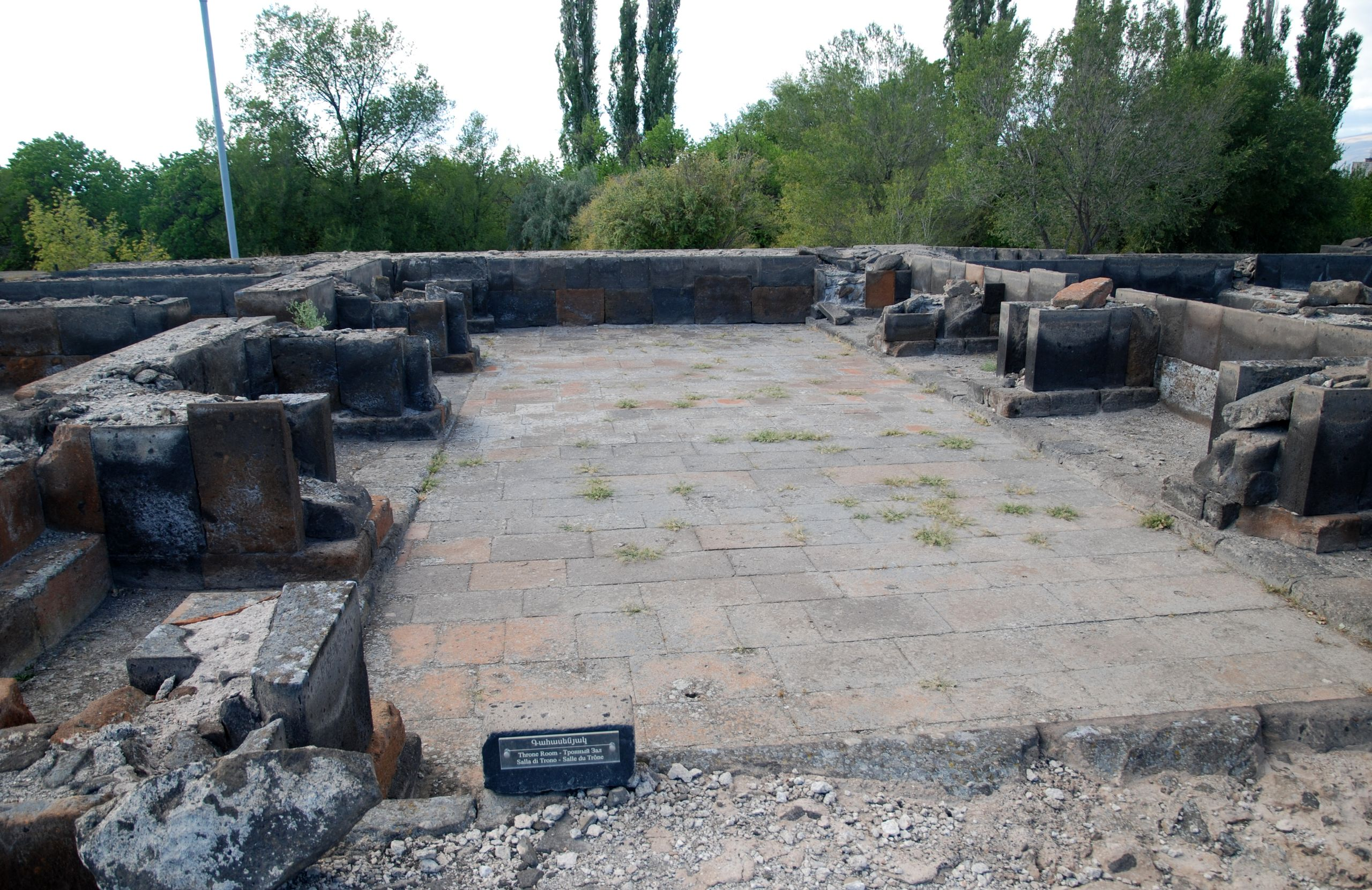
Thronsaal in der Mitte des Westtrakts von Osten

Die Hauptgebäude des Palastes (Ostflügel) mit dem Wohnsitz und den Arbeitsräumen des Katholikos Nerses III. grenzten im Süden an die Terrasse der Kathedrale. Ein Nebenflügel, der Empfangsräume enthielt, erstreckte sich nach Westen. Hierin lagen eine Säulenhalle mit Holzdach und eine weitere Halle mit Tonnengewölbe. Nerses Palast war das größte weltliche Gebäude im 7. Jahrhundert in Armenien.
Zum Ostflügel gehörten die Aufenthaltsräume der Bediensteten, eine zum Kirchhof durch Arkaden geöffnete Halle, ein römisches Bad und eine einschiffige Kirche aus dem 5./6. Jahrhundert, an deren Südseite eine Weinpresse angebaut war. Südlich des Thronsaals befanden sich drei Räume mit Becken zur Gärung und Tonkrügen zur Lagerung von Wein mit einem Fassungsvermögen von insgesamt 22.000 Litern. Das römische Bad an der Nordseite der einschiffigen Kirche bestand aus einem allgemeinen und einen Bereich für besondere Gäste. Die Anlage war nach dem üblichen Muster – Warmbad (latein. tepidarium), Kaltbad (frigidarium), Dampfbad (caldarium) und Umkleiden – wie in Garni aufgeteilt.
Ein längliches Steinidol südlich des Palastes ist ein seit der Spätbronzezeit bekanntes Fruchtbarkeitssymbol (Phallus), das in Zusammenhang mit dem gleichzeitigen Kult einer Muttergottheit gebracht wird. Eine vor dem Museum aufgestellte Basaltstele enthält einen Keilschrifttext des urartäischen Königs Rusa II., worin er sich rühmt, Bewässerungskanäle und Weingärten angelegt zu haben. Das 1937 eingerichtete Museum zeigt Kleinfunde, Modelle und Pläne der Kirche.